# Avaliação formativa
A avaliação formativa envolve a confirmação da aprendizagem, pois é de suma importância conhecer as aprendizagens fundamentadas e algumas ainda em construção. Esse processo faz parte da avaliação, é um ponto inicial da avaliação para o educador reavaliar suas práticas docentes. Ela possui uma função controladora e é aplicada ao longo do processo de ensino/aprendizagem, com o propósito de informar o professor e o aluno sobre o rendimento da aprendizagem e localizar as deficiências na organização do ensino.
A avaliação informal articula os processos de interação entre professor/a-estudante, influenciando as escolhas feitas pelo primeiro e, por conseguinte, repercutindo nas aprendizagens oportunizadas (ou não) para o segundo, bem como nas respectivas trajetórias escolares.